# بنيامين لام
بنيامين لام (بالعبرية: בני לם‏) هو مدرب كرة قدم ولاعب كرة قدم إسرائيلي في مركز الوسط، ولد في 9 أبريل 1959 في إسرائيل. شارك مع منتخب إسرائيل لكرة القدم. أما مع النوادي، فقد لعب مع مكابي نتانيا.

## وصلات خارجية
- بنيامين لام على موقع ناشيونال فوتبول تيمز (الإنجليزية)